# Muddy (Montana)
Muddy é uma Região censo-designada localizada no estado americano de Montana, no Condado de Big Horn.

## Demografia
Segundo o censo americano de 2000, a sua população era de 627 habitantes.

## Geografia
De acordo com o United States Census Bureau tem uma área de
74,0 km², dos quais 74,0 km² cobertos por terra e 0,0 km² cobertos por água.

## Localidades na vizinhança
O diagrama seguinte representa as localidades num raio de 36 km ao redor de Muddy.